# Марашова чука
Марашова чука е връх в рида Дъбраш в Западните Родопи. Тя е най-високата точка в землищата на селата Кочан и Ваклиново. Чуката попада в местността „Мараша“. Самата местност е покрита с брезови гори, но западното, северното и източното лице на чуката са осечени и залесени с бор. Терена около Марашовата чука е лесно проходим, но самите склонове на чуката са каменисти и обрасли с папрати и са доста трудни за преодоляване, но с малко усилие се стига до върха без екипировка. Зимата, когато има сняг е по-лесна за изкачване, тъй като снегът изравнява терена до известна степен. Върхът е равен, но обрасъл с дървета. От северната страна има скала, което позволява да се види територията на резервата Конски дол, както и върховете Чарджик, Арсъз тепе и други, които се намират между пътя Гоце Делчев - Доспат и язовир Доспат.